# Сейшельский креольский язык
Сейшельский креольский язык (сеселва, сешелва; самоназвание —  Seselwa [seɪˈʃɛlwɑː], фр. Créole seychellois [kʁeɔl seʃɛlwa], англ. Seychellois Creole) — один из диалектов маврикийско-сейшельского наречия маскаренского креольского языка. Является одним из официальных языков Сейшельских Островов (наряду с английским и французским) и основным языком общения населения этой страны.

## Описание
Сразу после получения независимости одной из целей правительства Сейшельских Островов была кодификация и развития сейшельского патуа, создание для него собственной орфографии и написание грамматики. Для этого был создан Креольский институт (Lenstiti Kreol).
| Язык                           | Фраза | Фраза  | Фраза | Фраза         | Фраза   | Фраза       | Фраза    | Фраза | Фраза    | Фраза  | Фраза    |
| ------------------------------ | ----- | ------ | ----- | ------------- | ------- | ----------- | -------- | ----- | -------- | ------ | -------- |
| Сейшельский                    | Nou   |        | tou   | bezwen        |         | travay      | ansanm   | pou   | kree     | nou    | lavenir  |
| Французское произношение (МФА) | /nuz/ | /a.vɔ̃/ | /tus/ | /bə.zwɛ̃/      | /də/    | /tra.va.je/ | /ɑ̃.sɑ̃bl/ | /pur/ | /kre.e/  | /nɔtr/ | /av.nir/ |
| Французский                    | Nous  | avons  | tous  | besoin        | de      | travailler  | ensemble | pour  | créer    | notre  | avenir   |
| Перевод                        | Мы    | имеем  | все   | необходимость | (чего?) | работы      | вместе   | для   | создания | нашего | будущего |

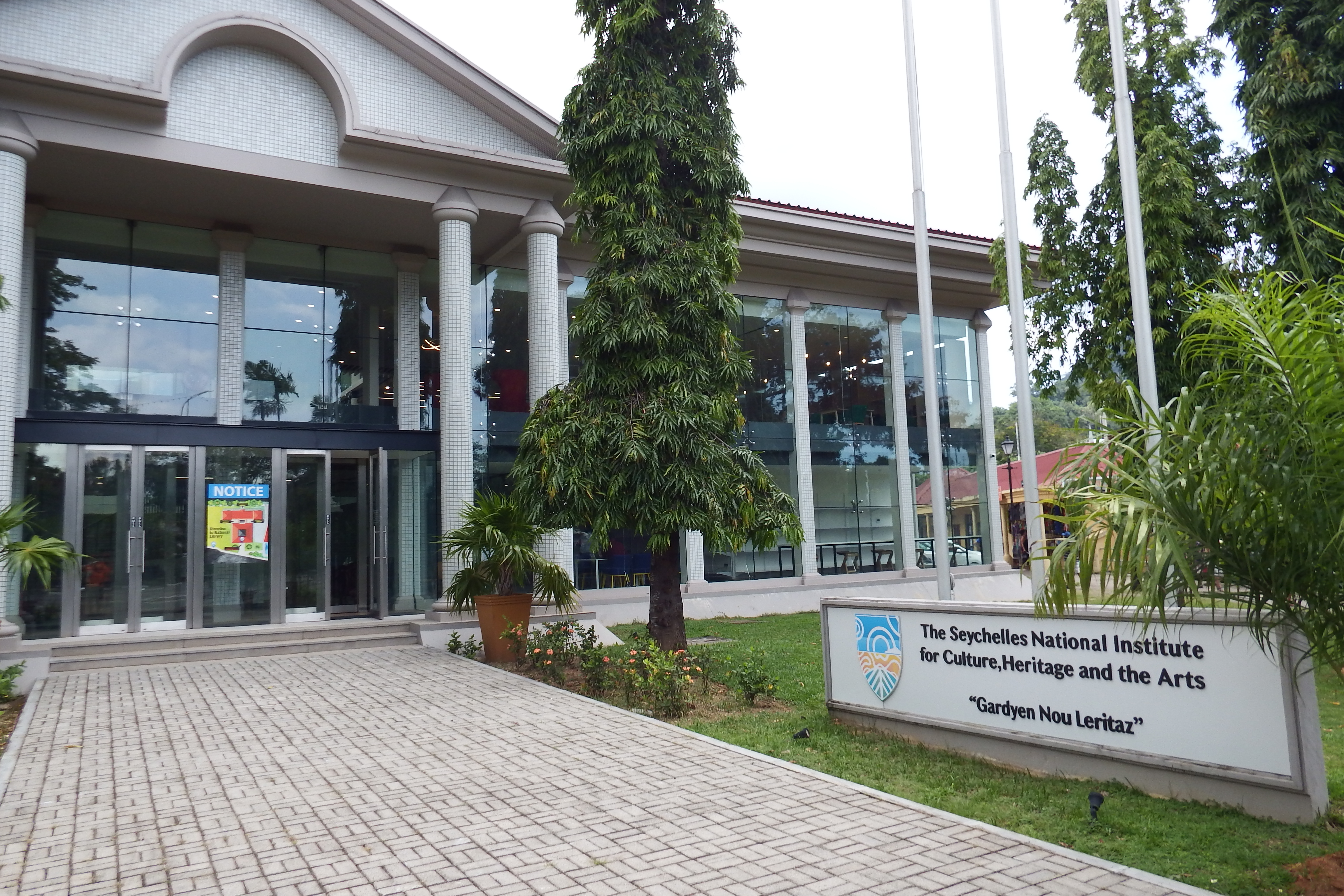
Сейшельский национальный институт культуры, наследия и искусств

В сейшельском креольском определённый артикль, образованный от фр. le, la и les, развился в постоянный префикс следующего за ним слова. Так, будущее будет lavenir (из фр. avenir). Аналогично во множественном числе, les Îles Éloignées Seychelles (Внешние Сейшельские острова) стали Zil Elwanyen Sesel в сейшельском, где Zil получилось из «les Îles» [le"zil].

## Орфография
Для сейшельского используется 21 латинская буква:
A B D E F G I K L M N O P R S T U V W Y Z
Буквы C H J Q X никогда не используются в сейшельском креольском. Буква «U» используется только в сочетании с «O»: tou [tu], nou [nu], poul [pul].

## Образцы текстов
Сравнение с родственными креольскими языками на соседних островах:
| Французский                                                                           | Маврикийский креольский язык                                        | Родригесский креольский язык                               | Сейшельский креольский язык                                   | Реюньонский креольский язык                                                | Перевод                                                                       |
| ------------------------------------------------------------------------------------- | ------------------------------------------------------------------- | ---------------------------------------------------------- | ------------------------------------------------------------- | -------------------------------------------------------------------------- | ----------------------------------------------------------------------------- |
| Peuples créoles du monde entier, donnons-nous la main.                                | Tou dimoune ki koz langaz kreol anou mars ansam.                    | Tou kreol lor la ter, anou marye pyke.                     | Tou pep Kreol dan lemonn, annou atrap lanmen.                 | Anou pèp kréol dan lo Monn antyé anon mèt ansanm.                          | Все креолы мира, беритесь за руки («объединяйтесь»).                          |
| Nous sommes créoles, et donc nous parlons créole.                                     | Nou finn ne kreol, alor nou noz kreol.                              | Nou kreol, nou koz nou lang.                               | Nou Kreol, alor nou koz Kreol.                                | Nou lé kréol, nou koz kréol.                                               | Мы — креолы и поэтому мы говорим по-креольски.                                |
| Le créole est la puissante langue de notre patrie car il est parlé par tout le monde. | Langaz kreol pli gran patrimwann nou pei parski tou dimounn koz li. | Kreol li enn gran lang kot nou parski tou dimoune kose li. | Kreol i lalang pli pwisan nou patri akoz tou dimoun i koz li. | Lo kréol lé la lang lo pli gabyé nout nasyon parské tout domoun i koz ali. | Креол — самый влиятельный язык в нашей стране, потому что на нём говорят все. |

Счёт до 10:
1: Enn
2: De
3: Trwa
4: Kat
5: Senk
6: Sis
7: Set
8: Ywit
9: Nef
10: Dis

Молитва Отче наш:
Ou, nou papa ki dan lesyel,
Fer ou ganny rekonnet konman Bondye.
Ki ou renny i arive.
Ki ou lavolonte i ganny realize
Lo later parey i ete dan lesyel
Donn nou sak zour nou dipen ki nou bezwen.
Pardonn nou pour bann lofans
Ki noun fer anver ou,
Parey nou pardonn sa ki n ofans nou.
Pa les tantasyon domin nou,
Me tir nou dan lemal.
Около 1900 года Родольфина Янг (1860-1932) перевела на сейшельский 49 басен Лафонтена, однако они были опубликованы лишь в 1983 году.